# Yoshinobu Nishizaki
Yoshinobu Nishizaki (西崎 義展, Nishizaki Yoshinobu, 18 de desembre de 1934 – 7 de novembre de 2010) va ser un productor de cinema japonès més conegut com un dels dos co-creadors de l'anime. sèrie Space Battleship Yamato. De vegades se l'acredita com "Yoshinori Nishizaki". Va néixer el 1934 i es va graduar al Departament d'Art de la Universitat de Nihon.

## Vida i feina
Nishizaki es va graduar el 1957 a la Nippon University. El seu primer amor va ser la música; posseïa un club de jazz i també era una personalitat de la ràdio de jazz. Va formar Office Academy el 1963 com a companyia de producció musical. L'entrada de Nishizaki al món de l'anime va arribar el 1970 quan es va incorporar a l'estudi d'animació d'Osamu Tezuka, Mushi Production, com a director de vendes; el seu primer treball va ser vendre l'anime de l'estudi Marvelous Melmo a una emissora de televisió a Osaka. Nishizaki va produir el seu primer anime, Triton of the Sea, el 1972, i el va seguir amb l'ambiciosa comèdia musical Wansa-kun el 1973; tots dos estaven basats en el manga de Tezuka, però a causa d'una aparent barreja de drets d'autor per part de Nishizaki, Tezuka va perdre els drets de les versions d'anime d'ambdues sèries, i Mushi Production va fer els dos programes sense la participació de Tezuka. Tots dos espectacles també van ser decepcions de les valoracions.
Nishizaki va produir la clàssica franquícia Space Battleship Yamato el 1974 amb la seva sèrie inicial de televisió. Al principi, les seves valoracions van ser tan decebedores com les de les empreses anteriors de Nishizaki; no obstant això, la franquícia va explotar en popularitat l'any 1977 amb el llançament d'una edició d'una pel·lícula de gran èxit de la sèrie de televisió, i "Yamato Fever" va continuar sense parar al Japó durant els següents sis anys. Les versions editades de les tres sèries de televisió Yamato també van ser un èxit de culte als Estats Units sota el títol Star Blazers.
Les altres obres de Nishizaki produïdes durant i després del pic de popularitat de Yamato no es van acostar a igualar la popularitat explosiva de Yamato, i durant la dècada de 1990, va començar a tenir dificultats financeres. La seva empresa, New Japan Visual Network, creada el 1984, es va declarar en fallida el 1991, i el mateix Nishizaki es va declarar en fallida el 1997 enmig de la seva disputa amb el cocreador de Yamato Leiji Matsumoto sobre els drets d'autor de Yamato. El 1994, Nishizaki va dissenyar una sèrie de seguiment de curta durada anomenada Yamato 2520, i més tard va ser demandat per Matsumoto per incompliment dels drets d'autor. El cas sobre Yamato va portar a aturar la producció de la sèrie de vídeos després de només tres episodis. La disputa es va resoldre finalment l'any 2003, amb Nishizaki guanyant l'ús del nom Yamato i la trama i els personatges originals, però va perdre l'ús de l'art conceptual original, dissenys de vaixells i personatges davant Matsumoto.
La nova pel·lícula d'anime de Nishizaki Uchū Senkan Yamato: Fukkatsu hen es va estrenar el 12 de desembre de 2009. També hi ha una pel·lícula d'acció en directe adaptació de la primera sèrie de televisió produïda per Nishizaki que es va estrenar al Japó durant el desembre de 2010.

## Problemes legals
El 2 de desembre de 1997, la policia va aturar el seu cotxe a l'Autopista Tōmei a Shizuoka després que conduïa de manera sospitosa. Va ser arrestat quan la policia va trobar a l'interior de la seva maleta adjunta 50 g d'estimulants, 7 g de morfina, 9 g de marihuana. Mentre estava sota fiança, va anar a les Filipines amb el seu creuer registrat en anglès l'Ocean Nine; va tornar a passar de contraban amb un M16 amb llançagranades M203, una Glock 17 i una gran quantitat de municions.El 21 de gener de 1999, Nishizaki va ser condemnat. a dos anys i vuit mesos de presó per l'acusació de possessió d'estupefaents.
Més tard, l'1 de febrer de 1999, va ser arrestat després d'haver confiscat una pistola, 131 bales i 20 grams de drogues estimulants de la seva casa a Setagaya Ward, Tòquio. Nishizaki, va presentar voluntàriament dos rifles automàtics, 1.800 bales i 30 obús guardats en una furgoneta al seu garatge, va dir la policia. La policia va dir que Nishizaki havia amagat una pistola austríaca carregada amb tres bales sota una cadira zaisu en un estudi. Nishizaki va dir a la policia que havia comprat l'arma a Hong Kong 10 anys abans.
El 20 de febrer de 2003, va ser condemnat a dos anys i vuit mesos de presó pel delicte de possessió d'armes de foc. Va ser alliberat de la presó el 9 de desembre de 2007.

## Mort
Nishizaki es va ofegar el 7 de novembre de 2010 a Chichijima, Ogasawara, quan va patir un aparent atac de cordesprés de caure del vaixell de vapor d'investigació Yamato.

## Filmografia
- Triton of the Sea (1972)
- Little Wansa (1973)
- Space Battleship Yamato (1974)
- Space Carrier Blue Noah (1979)[18]
- Maeterlinck's Blue Bird: Tyltyl and Mytyl's Adventurous Journey (1980)
- Odin: Photon Sailer Starlight (1985)
- Urotsukidōji (1987)
- Yamato 2520 (1994)
- Uchū Senkan Yamato: Fukkatsu hen (2009)